# Суджана Бай
Суджана Бай — дружина магараджі Екоджі II, яка правила упродовж року після смерті чоловіка. Стала жертвою інтриг претендента на трон Каттураджі, який, зрештою, за допомогою французів зайняв престол під іменем Шахуджі II.